# Амфитрион
Амфитрио́н (др.-греч. Ἀμφιτρύων) — персонаж древнегреческой мифологии.

## Жизнеописание
Амфитрион — герой из Фив, сын тиринфского царя Алкея и Астидамии (либо Лаономы или Гиппономы), внук Персея, муж Алкмены, отец Ификла, приёмный отец Геракла. Упомянут в «Илиаде» (V 392) и «Одиссее» (XI 266).
Брат его отца, Электрион, царь Тиринфа, сыновья которого погибли в войне с телебоями, отдал ему своё царство и в жены дочь свою Алкмену. Но в гневе или, как другие говорят, нечаянно он убил Электриона, и тогда другой дядя, Сфенел, изгнал его вместе с Алкменой из Тиринфа.
Собираясь воевать с эвбейцами и Халкодонтом, посвятил две статуи Афины Зостерии. Убил Халкодонта в битве фиванцев с эвбейцами. Воевал с тафиями и телебоями во главе беотийцев, локров и фокеян, поклялся не восходить на ложе Алкмены, пока не победит их. Либо воевал с Эхалией. Победив телебоев, посвятил треножник в храм Аполлона Исмения. Когда Амфитрион бежал в Фивы к Креонту, он победил царя телебоев Птерелая, которому его дочь Комефо из любви к Амфитриону отрезала во сне золотистые кудри, бывшие залогом его бессмертия. Но Амфитрион умертвил вероломную Комефо и подарил завоеванную страну Кефалу, участвовавшему в походе. Во время его отсутствия Алкмена зачала от Зевса Геракла, а после возвращения супруга зачала от него Ификла.
Обучал Геракла езде на колеснице. Развалины дворца Амфитриона показывали в Фивах, был виден покой Алкмены. По фиванской версии, убив своих детей, Геракл хотел убить Амфитриона, но Афина бросила в него камень. Этот камень (Софронистер) показывали в Фивах.
Амфитрион пал в битве против минийцев из Орхомена, с которыми воевал вместе с Гераклом, чтобы освободить Фивы от позорной дани, и похоронен в Фивах там же, где позднее Иолай.

## В искусстве
Действующее лицо трагедии Софокла «Амфитрион» (фр.122 Радт), трагедий Еврипида «Геракл» и «Алкмена», пьесы Эсхила Александрийского «Амфитрион», трагикомедии Плавта «Амфитрион» и пьесы Акция «Амфитрион», трагедии Сенеки «Геркулес в безумье», комедии Ринтона «Амфитрион».
Софокл обработал миф об Амфитрионе в одной из своих не дошедших до нас трагедий; Плавт (по неизвестному нам греческому оригиналу), а после него Мольер, Фальк и Клейст воспользовались тем же сюжетом для комедий. В 1636 году Жан де Ротру издал вольный французский перевод комедии Плавта под названием «Двойники» (Les Deux Sosies). Там есть стих: «Тот не Амфитрион, у кого не обедают», парафразированный в пьесе Мольера (действие 3, явление 5), благодаря чему Амфитрион стал нарицательным именем человека, охотно видящего у себя гостей. В 1690 году на основе комедии Мольера создал своего «Амфитриона» Джон Драйден.
В XX веке образ Амфитриона выводили в своих произведениях Отокар Фишер («Геракл», 1919), Жан Жироду («Амфитрион 38», 1929), Георг Кайзер («Дважды Амфитрион», 1944), Гильерме Фигейреду («Бог переночевал в доме», 1973).
В русскоязычной литературе Амфитрион — один из главных персонажей романов-фэнтези Генри Лайона Олди «Герой должен быть один» (1996) и «Внук Персея» (2012).